# Farol de Fontes Pereira de Melo
O farol de Fontes Pereira de Melo, também conhecido por farol da ponta de Tumba ou do Tumbo, ou ainda farol de Boi, é um farol cabo-verdiano que se localiza na ponta nordeste da Ilha de Santo Antão, na freguesia de Santo António das Pombas, junto da povoação de Janela, a cerca de 10 km a Sudeste da Vila das Pombas.
É uma torre branca octogonal em alvenaria rebocada, com lanterna e galeria, e 16 metros de altura. Em anexo existe um edifício térreo para faroleiros, abandonado e em más condições.

## Outras informações
- Situação: listado como activo, mas inactivo desde 2006.
- Outras designações: Farol da ponta do Tumbo, ou ponta da tumba, ou farol de Boi